# アラジンのホールニューワールド
アラジンのホールニューワールド（Aladdin's Whole New World）は2005年5月16日～8月31日にかけて東京ディズニーシーで開催されたスペシャルイベントである。

## 概要
このショーのメインエリアはメディテレーニアンハーバーのハーバーだが、そのほかにもアラビアンコーストでもミニショーが行われた。パークに飾られるデコレーションはアラビアンコーストを中心に飾られた。
ハーバーで行われるショーは、ディズニー映画『アラジン』をベースにしたストーリーとなっている。
内容は「ジーニーチームとジャファーチームが水上レースなどで三本勝負をする」というもの。そのため、水上オートバイなどを使用した白熱のレースが楽しめる（もちろん、出来レースではあるが）。
クライマックスには、アラジンとジャスミンが魔法の絨毯に乗るシーンがある。この絨毯は船からクレーンで押し上げられているが、霧やスモークなどでクレーンの胴体は見えないように工夫がなされており、実際に飛んでいるように見える。

## 出演者
- アラジン：三木眞一郎
- ジャスミン：麻生かほ里
- ジーニー：山寺宏一
- サルタン：後藤哲夫
- ジャファー：宝田明
- シーザー：平野正人
- ナポレオン：宮本充
- ガリレオ：島田敏
- ミッキーマウス：青柳隆志
- ミニーマウス：水谷優子
- 歌：石原慎一

## デコレーション
ディズニーシー・プラザのハーバーへの入り口にはアラジンとジャスミンのモニュメントが置かれており、フォトスポットになっていた。また、メディテレーニアンハーバー、ミステリアスアイランド、マーメイドラグーンにはそれぞれのテーマポートに関するものに扮した（マーメイドラグーンは人魚、ミステリアスアイランドはノーチラス号、メディテレーニアンハーバーはゴンドリエ）ジーニーのモニュメントが置かれていた。この像にはアラビアンコーストへ向かう道を示すための矢印がついていた。
前述にもあるが、メインショーはメディテレーニアンハーバーで行われるが、モニュメントなどのデコレーションはアラビアンコースト中心だった。マーメイドラグーン側のアラビアンコースト入り口にはジーニーの巨大な顔や、イベントのロゴが描かれた幕が掲げられたり、アラビアンコースト内では映画内に登場するキャラクターのフォトスポットがあった。

## その他
ハーバーでのショーにはジャファーのコブラのカイトが登場し、空を舞うが、このカイトは非常に安定がなく、すぐに落下してしまう（ショーにはカイトが落下する（＝ジャファーが倒れる）展開があるのだが、それよりも早く落下してしまっていた）ため、イベント開催期間中に改善された新しいカイトが登場した。しかし旧カイトに比べれば安定感は上がったものの、それでも不安定であった。また、旧カイトでは立体的だったコブラのカイトだが、新カイトでは安定感を増す為に薄っぺらくなってしまい、迫力が欠けたという声もあった。

## 使用楽曲
- ホール・ニュー・ワールド A Whole New World
- アリ王子のお通り Prince Ali
- ジャファーの出番 Jafar's Hour
- フレンド・ライク・ミー（僕は大親友） Friend Like Me
- コバルトの空 Skies of Cobalt Blue
- 恋はワイルド・シング Wild Thing
- クラリネット・ポルカ Clarinet Polka
- ヒーロー Holding Out For Hero
- スピード Speed
- 自由へ To Be Free
- アラビアン・ナイト Arabian Night